# Kýchavicovité
Kýchavicovité (Melanthiaceae Batsch.) je čeleď jednoděložných rostlin z řádu liliotvaré (Liliales).

## Pojetí čeledi
Pojetí čeledi se v průběhu doby značně měnilo. Ve starších taxonomických systémech byly součástí široce pojatých liliovitých (Liliaceae s.l.). Modernější systémy už ji uznávají, nicméně někteří zástupci byly systémem APG II přeřazení v rámci samostatných čeledí do jiných řádů. Kohátka (Tofieldia) a další jsou nyní v samostatné čeledi kohátkovité (Tofieldiaceae) v řádu žabníkotvaré (Alismatales), liliovec (Narthecium) do čeledi liliovcovité (Nartheciaceae) v rámci řádu smldincotvaré (Dioscoreales). Rody Japonolirion a Petrosavia do samostatné čeledi Petrosaviaceae. Naopak není uznávána čeleď triliovité (Trilliaceae) a její zástupci byly v rámci podčeledi Paridae včleněni sem.

## Popis
Jedná se zpravidla o vytrvalé, vzácně jednoleté pozemní byliny, převážně s oddenky, vzácněji s hlízami. Jsou to rostliny jednodomé s oboupohlavními květy, jen vzácně jsou dvoudomé. Listy jsou nahloučeny na bázi, nebo nikoliv, někdy v jednom přeslenu v horní části stonku (Paridae), jsou jednoduché, přisedlé nebo řapíkaté, střídavé, uspořádané nejčastěji spirálně, vzácněji dvouřadě, s listovými pochvami. Čepele listů jsou celokrajné, čárkovité až kopinaté, vzácněji až vejčité, žilnatina je souběžná, vzácněji dlanitá. Květy jsou oboupohlavné (vzácně jednopohlavné), jsou jednotlivé a vrcholové (Paridae) nebo v květenstvích, zpravidla klasech, hroznech nebo latách, někdy i ve složených květenstvích, např. klas klasů aj. Listen pod květenstvím ve tvaru toulce není přítomen, pod jednotlivými květy jsou listeny či nikoliv. Květy jsou pravidelné, vzácně nepravidelné a souměrné (zygomorfní). Okvětí je vyvinuto, zpravidla 6 okvětních lístků ve 2 přeslenech (3+3), někdy 6-18 a v některých případech jsou rozlišeny na kalich a korunu (Paridae), okvětní lístky jsou volné nebo srostlé a vytvářejí korunní trubku, jsou bílé, žluté, zelenavé, hnědé nebo purpurové. Tyčinek je 6, vzácněji 9 nebo 12 ve 2 přeslenech, jsou volné ani nejsou srostlé s okvětím. Gyneceum je složeno ze 3 plodolistů, je apokarpní až synkarpní, čnělka je 1 nebo 3 (volné či zčásti srostlé), blizny 1 nebo 3, semeník je svrchní nebo polospodní. Plod je suchý, pukavý, převážně měchýřek nebo tobolka, někdy bobule (např. vraní oko). Semena jsou často křídlatá.

## Rozšíření
Je známo asi 16 rodů a 170 druhů, jsou rozšířeny v Evropě, Asii, Severní a Střední Americe, na jih zasahují až po Peru.
V ČR roste v současné době ve volné přírodě jen 3-4 druhy z čeledi kýchavicovité (Melanthiaceae). Kýchavice bílá je celkem statná horská rostlina, v ČR můžeme vidět 2 poddruhy nebo druhy (záleží na pojetí). Kýchavice bílá Lobelova (Veratrum album subsp. lobelianum) roste celkem běžně hlavně v pohraničních pohořích, kýchavice bílá pravá (Veratrum album subsp. album) pouze na Šumavě a v Novohradských horách. Kýchavice černá (Veratrum nigrum) je velmi vzácný a kriticky ohrožený druh (C1), v ČR má jen několik lokalit v teplých oblastech. Vraní oko čtyřlisté (Paris quadrifolia) je běžný druh vlhčích a úživnějších lesů.

## Zástupci
- kýchavice (Veratrum)
- kýchavník (Zigadenus)
- medovec (Melanthium)
- sabadila (Schoenocaulon)
- stenant (Stenanthium)
- suchobýl (Xerophyllum)
- trojčetka (Trillium)
- vraní oko (Paris)[4]

## Seznam rodů
Amianthium, Chamaelirium, Chionographis, Daiswa, Helonias, Heloniopsis, Kinugasa, Melanthium, Paris, Schoenocaulon, Stenanthium, Trillium, Veratrum, Xerophyllum, Ypsilandra, Zigadenus.